# 下関三井化学
下関三井化学株式会社（しものせきみついかがく、英: Shimonoseki Mitsui Chemicals, Inc.）は、山口県下関市に本社と工場を置く化学メーカー。リン酸をはじめ、リンの化合物を主力とする。三井化学の完全子会社。

## 概要
現在の法人は2000年に三井化学から分社化して設立されたものであるが、元々は1923年（大正12年）に鈴木商店系列のクロード式窒素工業が下関に化学試験工場を設置したものが始まりである。同社は合成工業（東洋高圧工業がクロード式窒素工業を買収）→東洋高圧工業（旧三井鉱山系）→三井化学工業への被吸収合併を経て1968年に三井東圧化学の工場となり、三井石油化学工業との合併で1997年に三井化学の工場となるなど、法人格がめまぐるしく変化している（本社の最寄りバス停が現在も「東圧正門前」となっているのはこの法人格の変遷の名残である）。
本社工場は日本初のクロード法によるアンモニア製造工場、日本初のメタノール製造工場としても知られる。
三井化学本社の入居する汐留シティセンター（東京都港区東新橋）に東京営業所を有し、企画営業部門はこちらに集約されている。

## 沿革
- 1923年 - クロード式窒素工業株式会社が下関市彦島に試験工場を建設（下関における化学事業の始まり）
- 1924年 - クロード式窒素工業株式会社、日本初のクロード法によるアンモニア合成事業開始[2]。
- 1934年 - 日本初のメタノール合成工場操業開始[3]。
- 1937年 - 尿素、ホルマリン、ヘキサメチレンテトラミン製造開始。
- 1955年 - 合板用接着剤製造開始（現在は住友ベークライト子会社の株式会社サンベークからの受託生産）
- 1960年 - アンモニア、メタノール、硫酸アンモニウムの製造終了、リン酸、リン酸アンモニウム、エタノールアミン製造開始（エタノールアミンは1971年製造終了）。
- 1990年 - 三フッ化窒素製造開始。
- 2000年10月1日 - 三井化学より分社化、下関三井化学株式会社設立。
- 2002年 - WARM事業開始。
- 2005年 - WARM事業が財団法人クリーン・ジャパン・センター主催資源循環技術・システム表彰において、クリーン・ジャパン・センター会長賞受賞[4]
- 2005年10月1日 - ESCO事業により、木材チップを燃料としたバイオマスボイラー導入[5]
- 2006年 - トリメチルシラン製造開始。
- 2009年11月4日 - 三フッ化窒素充填設備で爆発事故発生。工場関係者と近隣住民5名が軽傷。工場の建物2棟が全壊、付近の住宅など37棟が一部損壊した[6]

## 主な製品・事業
- 自社製品
  - リン酸
  - リン酸カルシウム
  - リン酸アンモニウム
  - 石膏
  - ケイフッ化ナトリウム、ケイフッ化カリウム
  - 尿素ホルマリン肥料
  - フッ素除去剤
- 受託生産
  - 三フッ化窒素
  - 四フッ化ケイ素
  - ホルマリン
  - セメント減水剤
  - 合板用接着剤
- その他事業
  - WARM事業 - 電子機器・半導体・液晶メーカーなどから発生する廃酸・廃アルカリ・汚泥を回収し、リン酸やフッ化水素酸などを再資源化する。
  - 環境分析事業

## 企業スポーツ
- 東洋高圧彦島硬式野球部（社会人野球） - 東洋高圧工業時代に彦島工業所を拠点に活動していた。